# Janira japonica
Janira japonica är en kräftdjursart som beskrevs av Richardson1909. Janira japonica ingår i släktet Janira och familjen Janiridae. Inga underarter finns listade i Catalogue of Life.